# Divoký Anda
Divoký Anda je název společného českého vydání dvou dobrodružných a na sebe volně navazujících románů polské spisovatelky Nory Szczepańske, které líčí život severoamerických Indiánů v polovině 18. století. Jde o romány Divoký Anda  (1961, Dziki Anda) a o jeho pokračování Náčelníkovo ucho (1963, Ucho wodza).
V nakladatelství Albatros vyšla kniha prozatím dvakrát (roku 1969 a 1983), vždy v překladu Josefa Vlášky jako 109. svazek jeho edice Knihy odvahy a dobrodružství.

## Divoký Anda
Anda je čtrnáctiletý chlapec z kmene Dakotů, ze kterého se pomalu stává mladý bojovník. Je odvážný a nebojácný, má však také vznětlivou a prudkou povahu, pro kterou je nazýván Divoký Anda, a která jej přivádí do řady nepříjemných situací. Po smrti obou rodičů je od svých osmi let vychováván o pět let starším bratrem Túnumpem. Jednoho dne Túnumpe zmizí a vzápětí je obviněn z vraždy svého přítele Hodaše.
Anda se pohádá i se svým přítelem Tepem a zbude mu nakonec jen jediný kamarád, kůň Luteja, kterého se mu podaří chytit na prérii. Ve vesnici má však mnoho nepřátel a ti se rozhodnou, že jej o koně připraví. O svátku Nové trávy podle starého obyčeje pomalují Luteju barevnými pruhy a propusti na svobodu. Podle stejného obyčeje pak na koni nesmí nikdo jezdit, pokud je na něm barva patrná, což může trvat i několik let díky přírodním barvám, které pro tento účel indiáni používají.
Luteja však nechce žít na svobodě bez svého pána a k Andovi se vrátí. Ten poruší obyčej a vydá se na koni na cestu, jejímž účelem je najít ztraceného bratra. Nalezne jej mrtvého, ale očistí jeho jméno, protože svému kmeni prokáže, že Túnumpe pomstil smrt svého přítele Hodaše, kterého zavraždili bílí vetřelci. Dakotové pak vstoupí na válečnou stezku a bělochy vypudí. Anda je na jedné straně všemi chválen pro své zásluhy při boji s bělochy, na druhé straně mu jeho kmen nemže odpustit, že jezdí na zapovězeném koni. Pouze starý náčelník Lún-kašega se postaví na jeho stranu a zdůrazňuje, že jízda na Lutejovi je pouze Andova věc.

## Náčelníkovo ucho
Starý náčelník Lún-kašega nepomůže během své pravidelné meditace v pustině lovci z nepřátelského kmene Arikarů, kterého přepadne zuřivý bizon. Žena udupaného lovce uřízne Lún-kašegovi ve spánku ucho a řekne mu, že mu je vrátí, pokud jí přinese rohy zabijáckého bizona. Lún-kašega se snaží bizona ulovit a je přitom smrtelně raněn. Tak jej objeví Anda se svým přítelem Tepem, když se ho vydají hledat. Před smrtí je Lún-kašega požádá, aby bizona ulovili a jeho rohy vyměnili u Arikarů za jeho ucho, aby mohlo být pohřbeno společně s ním.
Chlapcům se podaří bizona zabít a s jeho rohy odjedou k Arikarům. Na této výpravě poznají moudrého náčelníka Petalašaru, velkého reformátora a bojovníka za svobodu indiánských kmenů, který zachrání před rituálním obětováním krásnou komančskou dívku Čí-rí, žijící v arikarském zajetí (jde o skutečnou historickou událost).
Arikarové přání umírajícího dakotského náčelníka sice splní a ucho uloží do jeho hrobu, ale Andu s Tepem chtějí usmrtit. Těm se podaří své strážce zabít a uprchnout.